# Heiner Kamp
Heiner Kamp (* 5. Juli 1964 in Strang) ist ein deutscher Politiker (FDP).

## Leben
Nach der Allgemeinen Hochschulreife absolvierte Kamp 1984 seinen Wehrdienst. Danach machte er eine Berufsausbildung zum Industriekaufmann und eine Weiterbildung zum Betriebswirt (VWA). Anschließend studierte er Wirtschaftswissenschaften an der Westfälischen Wilhelms-Universität Münster und schloss als Diplom-Kaufmann ab. Seither war er selbständig als Unternehmensberater für die Verkehrswirtschaft tätig.
2009 zog Kamp bei der Bundestagswahl über die Landesliste Nordrhein-Westfalen in den Deutschen Bundestag ein. Dort war er Obmann der FDP-Fraktion im Ausschuss für Bildung, Forschung und Technikfolgenabschätzung und stellvertretendes Mitglied des Ausschusses für Verkehr, Bau und Stadtentwicklung sowie des Unterausschusses Neue Medien. Kamp war Schriftführer des Deutschen Bundestages und Vorsitzender des Beirats Weiterbildung der FDP-Bundestagsfraktion.
Kamp trat aus persönlichen Gründen 2013 nicht wieder zur Bundestagswahl an. Von 2014 bis 2019 war er kaufmännischer Leiter in einem Betrieb für zerstörungsfreie Werkstoffprüfung. Seit 2020 ist Kamp Hauptgeschäftsführer beim Interessenverband WIWA Wirtschaft für Warendorf e. V. in Warendorf.